# Mathew St. Patrick
Mathew St. Patrick (17. ožujka 1968.) je američki glumac vjerojatno najpoznatiji po ulozi Keitha Charlesa u hvaljenoj HBO-ovoj televizijskoj seriji Dva metra pod zemljom.
Rođen je i odrastao je u Philadelphiji, a maturirao je u srednjoj školi Olney. 
Svoju glumačku karijeru započeo je kao detektiv Marcus Taggert u seriji General Hospital te kao Adrian Sword u sapunici Sva moja djeca (1998. – 2000.). Također je glumio i glavnog detektiva u Foxovoj drami Reunion iz 2005. godine. Glumio je Setha u znanstveno-fantastičnom hororu iz 2008. - Alien Raiders.
St. Patrick je glumio agenta FBI-a u filmu War iz 2007. godine, a također se pojavio i na Eminemovom albumu Relapse iz 2009. godine. Glumio je i u prvoj epizodi televizijske serije NCIS: Los Angeles. 

## Vanjske poveznice
- Mathew St. Patrick u internetskoj bazi filmova IMDb-u (engl.)